# Кайып-хан
Кайып-хан (каз. Қайып хан) (1650—1718) правил Казахским ханством в 1715 — 1718 годах, сын Кусрау-султана и внук Сартак-султана, отец Батыра-султана. Его предшественником был Тауке-хан. В 1708 году провозглашался башкирским ханом. Участвовал в Башкирском восстании 1704—1711 годов.

## Правление
Правление Кайып-хана пришлось на трудные времена войны с Джунгарским ханством. В 1716 году главные силы джунгарской армии выступили в поход от р. Или по направлению к Аягузу. Одновременно отряды джунгар двинулись на Абакан и захватили территорию между реками Бией и Катунью.
Весной 1718 года на р. Аягуз произошло трёхдневное сражение между казахским ополчением и джунгарским войском. Несмотря на некоторые успехи казахов в первые два дня битвы, сражение завершилось победой ойратов. Кайып бежал с поле боя, но вскоре был убит в своей ставке.
Со слов русского посла Брянцева сражение было жестоким. К поражению казахов привела, прежде всего, несогласованность действий султана Абулхаира и Кайып-хана, враждовавших друг с другом, а также внезапный удар джунгар с тыла. В том же 1718 году джунгарские войска разбили на р. Арыси другие отряды казахских ополчений.

## Внешняя политика
На фоне русско-турецкой войны 1710 года направил турецкому султану Ахмеду III письмо с предложением о военном союзе против России. В этом письме он предлагал объединить усилия и совместно выступить против Российской империи.
С октября 1716 года по сентябрь 1717 года в столице Казахского ханства работало так называемое Белоусово посольство, прибывшее с ответным на посещение послов хана визитом. Оно проинформировало об указе сибирского губернатора князя М. П. Гагарина относительно его покровительства казахам, проживающим в городах сибирской губернии. Также были переданы гарантии губернатора в отношении безопасности группы из 50 человек, занимающихся торговлей в пограничном укреплении на берегу реки Есиль. Кроме того, Кайып-хан и князь Гагарин через посольство обменивались письмами.
Весной 1717 года Кайып-хан принимал посольство Фёдора Жилина, направленное казанским губернатором. Целью посольства было установление торговых связей между Русским царством и Казахским ханством. Переговоры прошли успешно, и в 1718 году Жилин вернулся на родину.
Выявлен документ, указывающий на дипломатическую переписку в начале XVIII века между правителями Казахского ханства и Османской империи. В архиве Османской империи сохранилось письмо казахского хана Кайыпа к турецкому султану Ахмету III, которое, предположительно, написано после 1715 года. В нём казахский правитель предлагает создать военный союз против Москвы.